# Fabio Lobo
Fabio Porfirio Lobo, también conocido como Fabio Lobo (n. Honduras) es un ciudadano hondureño hijo primogénito del expresidente de Honduras, Porfirio Lobo Sosa o "Pepe" lobo.

## Arresto internacional
Fabio Lobo fue arrestado por agentes en Haití en mayo del 2015 por autoridades del Gobierno de Estados Unidos. La operación de su captura fue un esfuerzo conjunto de:  la División de Operaciones Especiales de la DEA y su Fuerza de Ataque en Nueva York, la oficina de la DEA en Puerto Príncipe, Haití, así como también el Gobierno de Haití y su Oficina de Lucha contra el Tráfico Ilegal de Estupefacientes, y la Oficina de Asuntos Internacionales del Departamento de Justicia de Estados Unidos.
Lobo fue acusado formalmente por la Oficina de Fiscales de Estados Unidos (U.S. Attorney's Office) en la Corte de Distrito de Estados Unidos, Distrito Sur de Nueva York por el cargo penal de conspirar, con conocimiento de hecho e intencionalmente, la importación de cocaína a Estados Unidos.

## Juicio Penal
Para enfrentar el juicio penal en su contra, Fabio Lobo contrató los servicios del experimentado abogado Manuel Retureta. Retureta es también el abogado defensor de Rafael Leonardo Callejas.
En mayo del 2016, Fabio Porfirio Lobo se declaró culpable de los cargos que se le imputan.
El juicio se reanudó en marzo del 2017. El fiscal del caso llamó a comparecer como testigo a un exjefe de la banda hondureña criminal, Los Cachiros.
Posteriormente en 2024, fue convocado a declarar en el juicio de Juan Orlando Hernández como testigo, donde confesó haber pagado sobornos al expresidente a cambio de favores al cartel de "Los Cachiros". También afirmó que su padre, el expresidente Porfirio Lobo participó en el narcotráfico cuando estuvo en el poder
El 30 de septiembre de 2024 en una actualización en su expediente. la jueza Lorena Schofield ordenó  la liberación inmediata de lobo, actualmente Fabio lobo se encuentra viviendo bajo libertad condicional en Estados Unidos. 